# 胡俊霆
胡俊霆（曾為香港無綫電視演員，在劇集《赤沙印記@四葉草.2》中擔任重要角色，現已退出娛樂圈。

## 背景
胡俊霆首次出現於公眾視野，是2004年於無綫電視劇集《赤沙印記@四葉草.2》中飾演第四男主角畢子言。2005年在劇集《奇幻潮》中客串，2006年更有報道指其打算出唱片，並已錄音完畢，但其後未見其個人作品推出。同年，參與歌曲《音樂力量》的錄製，與譚詠麟、張學友、劉德華、Twins、古巨基、汪明荃、容祖兒、陳奕迅、陳慧琳、楊千嬅等歌手共同合作。

## 電視劇

#### 2004年
- 赤沙印記@四葉草.2 飾
- 奇幻潮 - 星座命盤 飾

#### 2006年
- 麻辣教頭

## 合唱歌曲

#### 2006年
- 《音樂力量》(國際唱片業協會（香港會）《給音樂生命》主題曲)[2]